# Akiko Dōmoto
Akiko Dōmoto (堂本 暁子, Dōmoto Akiko, n. 31 de julho de 1932) foi a governadora da província de Chiba no Japão de 2001 a 2009. Licenciada da Tokyo Woman's Christian University, foi a primeira governadora feminina de Chiba e a terceira na história japonesa.  O seu primeiro posto eleito foi em 2001. Em setembro de 2001 cancela um plano polémico que reclamava a área de pântanos de Sanbanze como um aterro. O historiador Jeff Kingston chamou a essa ação "como uma vitória importante para os ativistas."